# Ilford FC
Ilford FC (celým názvem: Ilford Football Club) je anglický fotbalový klub, který sídlí v severovýchodním Londýně. Od sezóny 2013/14 hraje v Essex Senior League (9. nejvyšší soutěž). Klubové barvy jsou modrá a bílá.
Původní klub byl založen v roce 1881. V roce 1979 proběhla fúze s Leytonstone do nově vytvořeného Leytonstone/Ilford. Obnoven byl až v roce 1987 a přihlášen byl poté do londýnské Spartan League. V roce 2017 byl Ilford hlasováním vyloučen z Essex Senior League kvůli nezaplacenému předsezónnímu příspěvku. Vedení klubu se s takovým rozhodnutím nesmířilo a podalo stížnost až k vedení Football Association. Dne 17. července téhož roku pak klub uspěl s odvoláním a musel být znovu přičleněn do soutěže z níž byl po hlasování vyloučen.
Své domácí zápasy odehrává na Cricklefield Stadium s kapacitou 3 500 diváků..

## Historické názvy
Zdroj: 
- 1881 – Ilford FC (Ilford Football Club)
- 1979 – fúze s Leytonstone FC ⇒ Leytonstone/Ilford FC
- 1979 – zánik
- 1987 – obnovena činnost pod názvem Ilford FC (Ilford Football Club)

## Získané trofeje
- FA Amateur Cup ( 2× )
  - 1928/29, 1929/30

## Úspěchy v domácích pohárech
Zdroj: 
- FA Cup
  - 2. kolo: 1925/26, 1927/28, 1974/75
- FA Amateur Cup
  - Vítěz: 1928/29, 1929/30
- FA Trophy
  - 3. kolo: 1974/75
- FA Vase
  - 2. kolo: 1999/00

## Umístění v jednotlivých sezonách
Stručný přehled
Zdroj: 
- 1894–1896: Southern Football League (Division One)
- 1896–1898: London League (Division One)
- 1905–1973: Isthmian League
- 1973–1979: Isthmian League (First Division)

- 1988–1991: Spartan League (Division One)
- 1993–1994: Spartan League (Division One)
- 1996–2004: Essex Senior League
- 2004–2005: Isthmian League (Division Two)
- 2005–2006: Southern Football League (Eastern Division)
- 2006–2013: Isthmian League (Division One North)
- 2013– : Essex Senior League

Jednotlivé ročníky
Zdroj: 
Legenda: Z – zápasy, V – výhry, R – remízy, P – porážky, VG – vstřelené góly, OG – obdržené góly, +/- – rozdíl skóre, B – body, červené podbarvení – sestup, zelené podbarvení – postup, fialové podbarvení – reorganizace, změna skupiny či soutěže
| Sezóny  | Liga                                 | Úroveň | Z  | V  | R  | P  | VG | OG  | +/- | B  | Pozice |
| ------- | ------------------------------------ | ------ | -- | -- | -- | -- | -- | --- | --- | -- | ------ |
| 2009/10 | Isthmian League (Division One North) | 8      | 42 | 11 | 10 | 21 | 47 | 72  | -25 | 34 | 21.    |
| 2010/11 | Isthmian League (Division One North) | 8      | 40 | 8  | 8  | 24 | 42 | 81  | -39 | 32 | 20.    |
| 2011/12 | Isthmian League (Division One North) | 8      | 42 | 8  | 6  | 28 | 47 | 85  | -38 | 30 | 20.    |
| 2012/13 | Isthmian League (Division One North) | 8      | 42 | 4  | 8  | 30 | 32 | 105 | -73 | 20 | 22.    |
| 2013/14 | Essex Senior League                  | 9      | 38 | 9  | 7  | 22 | 50 | 86  | -36 | 34 | 16.    |
| 2014/15 | Essex Senior League                  | 9      | 38 | 16 | 6  | 16 | 63 | 72  | -9  | 54 | 10.    |
| 2015/16 | Essex Senior League                  | 9      | 40 | 21 | 9  | 10 | 86 | 51  | +35 | 71 | 5.     |
| 2016/17 | Essex Senior League                  | 9      | 42 | 22 | 9  | 11 | 85 | 56  | +29 | 75 | 6.     |
| 2017/18 | Essex Senior League                  | 9      | 40 | 14 | 5  | 21 | 53 | 66  | -13 | 47 | 13.    |
| 2018/19 | Essex Senior League                  | 9      | 42 |    |    |    |    |     |     |    |        |